# Alireza Sarlak
Alireza Sarlak (pers. علیرضا سرلک ; ur. 30 kwietnia 1997) – irański zapaśnik walczący w stylu wolnym. Na igrzyskach w Paryżu 2024 w kategorii do 57 kg został przed pierwszą walką zdyskwalifikowany za przekroczenie limitu wagi.
Srebrny medalista mistrzostw świata w 2021. Wicemistrz Azji w 2021. Drugi w Pucharze Świata w 2019. Trzeci na mistrzostwach świata U-23 w 2019 roku.